# 爱琴海省
爱琴海省（法語：Département de Mer-Égée）是法国在法属伊奥尼亚群岛的一个省份，以爱琴海命名，省会扎金索斯。 
该省份成立于1797年，时值伊奧尼亞群島被法国吞并。 
该省份组成如下： 
- 扎金索斯的伊奧尼亞群島和斯特罗法德斯岛；
- 爱琴海的基西拉岛和安迪基西拉岛

该省的最高官员为督政府专员（Commissaire du Directoire），唯一一任为Chriseuil deRulhière。 
1799年，伊奥尼亚群岛被俄国攻占，成立了塞普丁修拉共和国。1802年，该省正式废除。1807-1809年间，该群岛再次被法国占领。1809年后，英国开始进攻伊奥尼亚群岛，1814年完全占领，建立了一个英国的保护国——伊奥尼亚群岛合众国。1865年，伊奥尼亚群岛最终并入希腊。 